# Jørgen B. Jørgensen
Jørgen B. Jørgensen (født 1. april 1936, død januar 2016) med tilnavnet Sovsen var dansk cykelrytter i slutningen af 1950'erne og begyndelsen af 1960'erne.
Jørgen B. Jørgensen deltog ved sommer-OL 1960 i Rom, hvor han var en del af det danske hold i 100 km landevejsløb for hold. Holdet bestod foruden Jørgen B. Jørgensen af Vagn Bangsborg, Niels Baunsøe og Knud Enemark. Holdet jagtede en bronzemedalje, da Knud Enemark ti kilometer før mål råbte til de andre, at han var svimmel. Enemark sakkede agterud og besvimede. Få timer senere døde han på hospitalet uden at være kommet til bevidsthed. Tidligere i løbet var også Jørgen B. Jørgensen blevet dårlig og havde måttet udgå og indlagt på hospitalet. Jørgen B. Jørgensen kom sig dog uden mén. Indledningsvis troede man, at varmen (over 40 grader) var årsagen, men visse kilder siger, at obduktionen af Enemark viste spor af amfetamin, og at den danske træner havde givet Enemark Jensen og og andre fra holdet et præparat, som skulle forbedre deres blodcirkulation. Det er dog aldrig blevet bevist, at holdet tog amfetamin før løbet. Trods manglen på beviser satte begivenhederne på det danske hold gang i dopingbekæmpelsen og fik IOC til at reagere på dopingproblemerne.
Efter OL i 1960 fortsatte Jørgen B. Jørgensen karrieren. Han vandt i 1961 fire A-klasseløb.